# Trueno: BZRP Music Sessions, Vol. 16
«Trueno: BZRP Music Sessions, Vol. 16» es una canción del productor argentino Bizarrap y el rapero argentino Trueno perteneciente a las BZRP Music Sessions del productor argentino. Fue lanzado el 3 de octubre de 2019 a través de Dale Play Records.
La canción llegó a posicionarse en las listas globales de varias plataformas digitales incluyendo el puesto número 13 en la lista Billboard Argentina Hot 100.

## Video musical
El vídeo musical está compuesto por el intérprete de la canción Trueno filmada por 4 cámaras de cada ángulo, mientras el productor Bizarrap está atrás moviéndose mientras Trueno la interpreta.

## Posicionamiento en listas
| Listas (2019)       | Mejor posición |
| ------------------- | -------------- |
| Argentina (Hot 100) | 13             |
| España (PROMUSICAE) | 99             |

## Certificaciones
| País (organismo certificador) | Certificación | Unidades certificadas |
| ----------------------------- | ------------- | --------------------- |
| México (AMPROFON)             | Platino       | 60 000                |

## Historial de lanzamiento
| Región | Fecha                | Formato                    | Discográfica      | Ref.  |
| ------ | -------------------- | -------------------------- | ----------------- | ----- |
| Varios | 3 de octubre de 2019 | Streaming Descarga digital | Dale Play Records | [ 6 ] |